# Rianiate (Angkola Barat)
Rianiate is een bestuurslaag in het regentschap Tapanuli Selatan van de provincie Noord-Sumatra, Indonesië. Rianiate telt 4682 inwoners (volkstelling 2010).